# The Crystal Method
The Crystal Method is een Amerikaanse band uit Los Angeles. Het bestaat uit de twee dj's Ken Jordan en Scott Kirkland en werd opgericht in 1993.
Het duo bracht in 1994 hun eerste single "Now Is the Time" uit. Na een platencontract bij Outpost Recordings verscheen in 1997 het debuut Vegas, gevolgd door Tweekend in 2001 met de single "Name of the Game". In 2004 kwam Legion of Boom uit. Het meest recente album is The Crystal Method, uitgebracht in 2014.
De muziek van The Crystal Method wordt omschreven als 'big beat'. De band gebruikt veel gastartiesten op hun albums, waaronder gitaristen Wes Borland en Tom Morello. De nummers van het duo wordt vaak in films, videogames en overige media gebruikt.

## Biografie
Ken Jordan en Scott Kirkland, die beiden oorspronkelijk uit Las Vegas kwamen, raakten in 1989 bevriend. Kirkland werkte voorheen als een dj in discotheken en Jordan was muziekproducer. De twee ontmoetten elkaar in een discotheek waar Kirkland stond te draaien. The Crystal Method werd in 1993 in Los Angeles gevormd. De naam 'The Crystal Method' lijkt een referentie naar 'crystal meth', een populaire Engelse term voor methamfetamine. Volgens de band is de naam echter afgeleid van een vrouw genaamd Crystal, op wie ze beiden verliefd waren. Toen een vriend van het dilemma hoorde, zei hij: "Ah, the Crystal method". Het duo vond deze uitspraak treffend klinken en koos het als bandnaam. Het duo raakte in Los Angeles sterk beïnvloed door de rave-cultuur die aanwezig was en ze begonnen met het maken van muziek die uit hun uitgaanservaringen geïnspireerd werd. Een probleem toentertijd was dat de muziek nog gedomineerd werd door rockmuziek. Om toch mensen naar hun feesten te lokken nodigden ze een college rockband uit, die in een kamer ernaast speelden.
Het duo bouwde een kleine studio in Glendale in een oude garage. Het kreeg de naam 'Bomb Shelter' vanwege een stuk uitval overgebleven van de Cubacrisis. De muziek van The Crystal Method verscheen op tape en kwam in de handen van de Engelse dj Justin King van platenlabel City of Anglels. Daar verkreeg het duo een platencontract. De eerste single "Now Is the Time" gaf de band populariteit in de undergroudwereld en in januari 1995 werd The Crystal Method gevraagd om als voorprogramma van The Chemical Brothers te spelen. In de studio werden er nummers geremixt van onder andere Moby, Black Grape, Keoki en Zen Cowboys. Een jaar later verscheen hun tweede single bij City of Angels: "Keep Hope Alive". De titel was een referentie naar de verdwijnende rave-cultuur in het land.

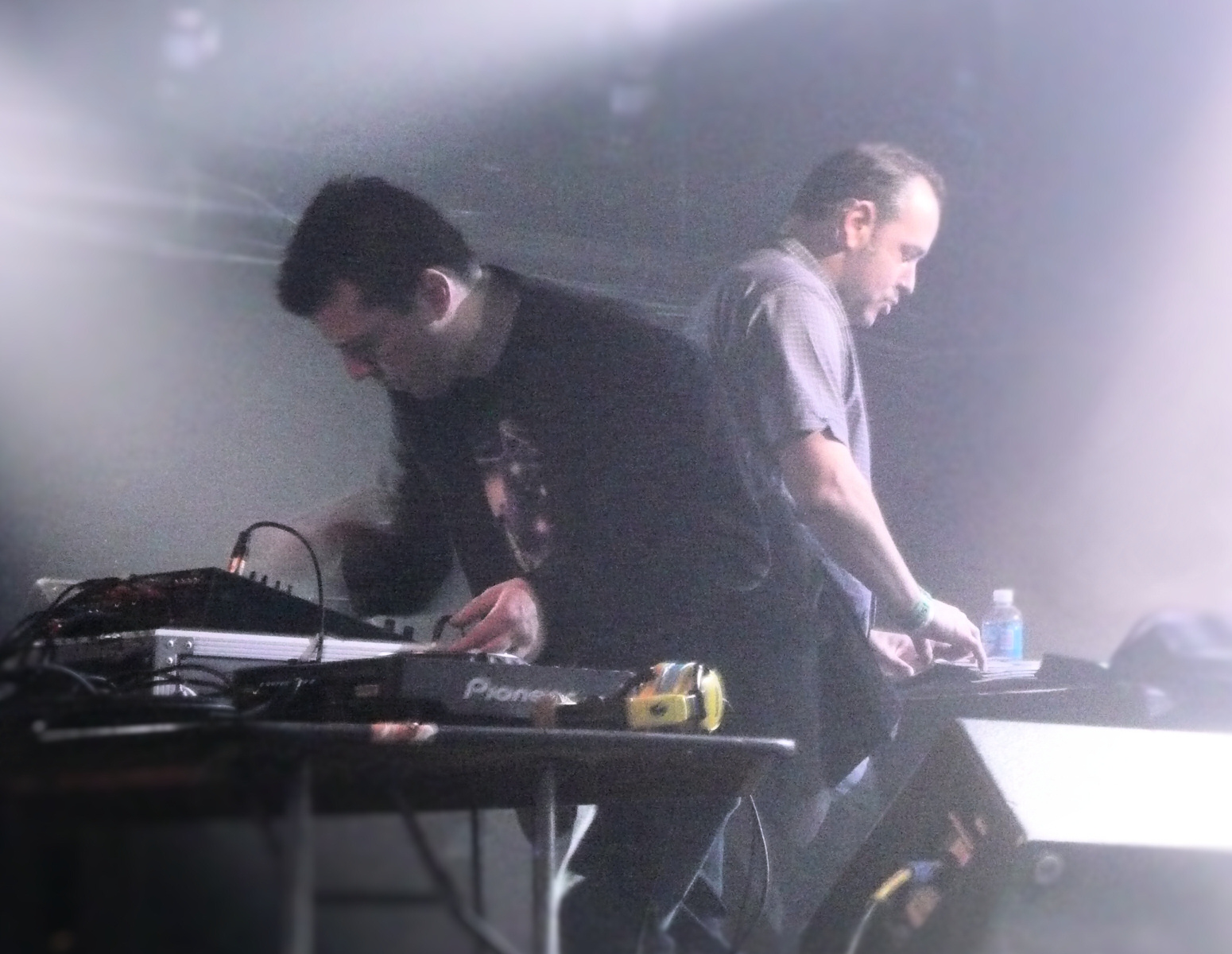
The Crystal Method op SXSW in 2009.

Jon Sidel van Outpost Recordings ontdekte het duo in september 1996. Omdat Outpost geïnteresseerd was in alle artiesten van City of Angels, begonnen de twee bedrijven een collaboratie. The Crystal Method ging vanaf dat moment muziek uitbrengen onder de naam van Outpost.
Een jaar later verscheen hun debuutalbum Vegas. In 2001 verscheen het vervolgalbum Tweekend. Een jaar later begon het duo aan een serie mixalbums met de titel Community Service.
In oktober 2003 was hun volgende album afgerond, maar de platenlabel wilde wachten met het uitbrengen tot na de kerst. Het derde studioalbum Legion of Boom kwam uit in januari 2004. De single "Born Too Slow" verscheen in het Electronic Arts-spel 'Need For Speed: Underground'. Jordan over het fenomeen: "Het helpt zeker om je muziek bij een breder publiek te krijgen. Het laat ze weten dat we een nieuw nummer en album uit hebben."
In 2006 werkte The Crystal Method samen met iTunes om muziek te maken ter ondersteuning van langeafstandslopers. Het kreeg de naam Drive en werd dat jaar via iTunes uitgegeven. Twee jaar later verscheen Drive ook op cd. In 2008 maakte het duo een nieuwe versie van hun single "Now Is The Time", nadat Barack Obama deze slogan gebruikte tijdens zijn verkiezingscampagne. De slogan zelf is afkomstig van de 'Civil Rights Movement' in de jaren 60.
The Crystal Method bouwde hun eigen studio 'Crystalwerks' waar het in 2009 verschenen album Divided by Night opgenomen werd. Op Divided By Night werkte The Crystal Method onder andere samen met Joy Division en New Order-bassist Peter Hook, Granddaddy-zanger Jason Lytle en Metric-zangeres Emily Haines.
In 2022 vertegenwoordigde de band Nevada op het eerste American Song Contest. Ze traden aan met het lied Watch me now dat ze samen met Koda & VAAAL ten gehore brachten. De jury zette Nevada op de derde plaats in de voorronde en ook de televoters gaven Nevada niet genoeg punten om door te stoten naar de halve finales.

## Muziekstijl
The Crystal Method wordt doorgaans in het rijtje big beat-artiesten geplaatst. Allmusic omschrijft de muziek als dance-gebaseerde elektronische muziek met een duidelijk 'rockband-gevoel'. Het duo werd ook het 'Amerikaanse antwoord op The Chemical Brothers' genoemd. Het eerste album was een combinatie tussen 'acid, funk, rock, en big beat hip-hop'. Jordan over zijn muziek: "We weten dat we anders zijn. We richten ons meer op een lied en zijn melodisch ingesteld. Ik wil niet zeggen dat bands die het anders doen verkeerd bezig zijn, maar zo benaderen wij het. Er zijn ook overeenkomsten tussen ons en AC/DC." Dat The Crystal Method verschillende muziekstijlen combineert is volgens de band te wijten aan het feit dat ze opgegroeid zijn in de jaren 70 en 80, toen vele nieuw stijlen in populaire muziek verscheen. Kirkland: "ik groeide op terwijl mijn moeder naar disco luisterde en mijn vader naar Pink Floyd en Led Zeppelin. Toen raakte ik geïnteresseerd in heavy metal en toen in Depeche Mode."

## Discografie

### Studioalbums
- Vegas (1997)
- Tweekend (2001)
- Legion Of Boom (2004)
- Divided by Night (2009)
- The Crystal Method (2014)

### Mixalbums
- Community Service (2002)
- Community Service II (2005)
- Drive: Nike + Original Run (2006)

### Soundtrackalbums
- N2O: Nitrous Oxide (1998)
- London (2005)
- X Games 3D: The Movie (2009)

### Singles
- "Now Is The Time" (1994)
- "Keep Hope Alive" (1996)
- "(Can't You) Trip Like I Do" (1997)
- "Busy Child" (1997)
- "Trip Like I Do" (1997)
- "Comin' Back" (1998)
- "Lost In Space (Theme) / Busy Child" (1998)
- "Blowout / Name Of The Game" (2001)
- "Murder" (2001)
- "Name Of The Game" (2001)
- "You Know It's Hard" (2001)
- "Wild, Sweet & Cool" (2002)
- "Born Too Slow" (2003)
- "Starting Over" (2003)
- "Drown in the Now" (2009)
- "Come back clean" (2010)